# Blair County
Blair County ist ein County im Bundesstaat Pennsylvania der Vereinigten Staaten. Bei der Volkszählung im Jahr 2020 hatte das County 122.822 Einwohner und eine Bevölkerungsdichte von 90 Einwohner pro Quadratkilometer. Der Verwaltungssitz (County Seat) ist Hollidaysburg.

## Geschichte
Das County wurde am 26. Februar 1846 aus dem Huntingdon und Bedford County gebildet und nach John Blair benannt, einem Abgeordneten in der Pennsylvania General Assembly, der sich für den Bau von Kanälen und Eisenbahnstrecken einsetzte.
Im County liegt eine National Historic Site, die Allegheny Portage Railroad National Historic Site. Zwei Orte haben den Status einer National Historic Landmark, die Horseshoe Curve und die Achterbahn Leap the Dips. 30 Bauwerke und Stätten des Countys sind im National Register of Historic Places (NRHP) eingetragen (Stand 18. Juli 2018).
Am 21. Dezember 2012 wurden bei einem Amoklauf vor der Juniata Valley Gospel Church auf der Juniata Valley Road im Stadtteil Geeseytown, 4 Menschen getötet und drei Polizisten verletzt.

## Geographie
Das County hat eine Fläche von 1365 Quadratkilometern, wovon 3 Quadratkilometer Wasserfläche sind.  Beaver County grenzt im Norden an Centre County, im Osten an Huntingdon County, im Süden an Bedford County und im Westen an Cambria County.
Das County wird vom Office of Management and Budget zu statistischen Zwecken als Altoona, PA Metropolitan Statistical Area geführt.

## Städte und Ortschaften
Das Blair County ist unterteilt in 25 Gemeinden, davon eine City, 9 Boroughs und 15 Townships. Das Borough Tunnelhill befindet sich nur zu einem kleinen Teil im Blair County. Zu Statistikzwecken führt das U.S. Census Bureau zwei Census-designated places. Diese sind Teil eines Townships und haben keine Selbstverwaltung.

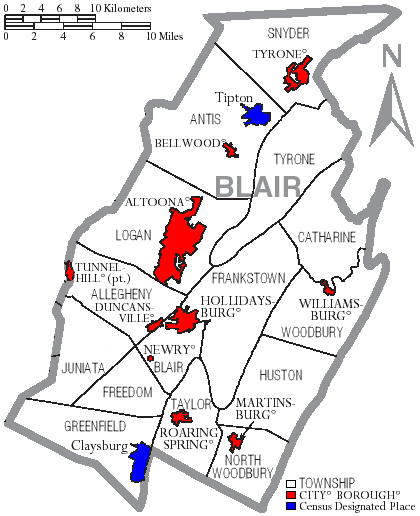

### City
- Altoona

### Boroughs
| - Bellwood - Duncansville - Hollidaysburg - Martinsburg - Newry | - Roaring Spring - Tunnelhill1 - Tyrone - Williamsburg |

1teilweise im Cambria County

### Townships
| - Allegheny Township - Antis Township - Blair Township - Catharine Township - Frankstown Township - Freedom Township - Greenfield Township - Huston Township | - Juniata Township - Logan Township - North Woodbury Township - Snyder Township - Taylor Township - Tyrone Township - Woodbury Township |

### Census-designated places
- Claysburg
- Tipton

## Sehenswürdigkeiten
- Daniel Royer House